# Thermoautochrom-Verfahren
Das Thermoautochrom-Verfahren (TA) ist ein digitales Druckverfahren zum Ausdruck von Fotos in einer Qualität, die sich von echten Fotoabzügen kaum noch unterscheidet.
Mit dem TA-Verfahren ist eine echte Halbtonwiedergabe möglich. Das heißt, es müssen nicht wie beispielsweise  beim Tintenstrahldrucker die einzelnen Farben durch enge Muster (Dither oder Raster) nebeneinander gedruckt werden, damit optisch der Eindruck vieler unterschiedlicher Farben entsteht. Beim TA-Drucker sind die drei Grundfarben bereits im Papier enthalten und werden durch Wärmeeinwirkung (daher „Thermo“) aktiviert. Die im Papier integrierte Farbe ist in drei unterschiedlich tiefen Schichten eingelagert. Jede Farbe reagiert auf einen anderen Temperaturbereich und kann so getrennt aktiviert werden. So ist es möglich, jede beliebige Farbe zu mischen. Nachdem die Farben im Papier in drei Durchgängen (für jede Farbe einen) entsprechend dem zu druckenden Bild aktiviert wurden, wird die restliche unbenutzte Farbe durch UV-Licht neutralisiert und das Bild so fixiert.
Beim TA-Drucker fallen also außer dem Spezialpapier keine weiteren Verbrauchsmaterialien an.